# L3Harris Technologies
L3Harris Technologies — американская военно-промышленная компания, работающая в области электроники и информационных технологий. Образована в 2019 году в результате слияния компаний Harris Corporation и L3 Technologies.
В числе крупнейших компаний США по размеру выручки в 2022 году (список Fortune 500) L3Harris заняла 206-е место. В списке крупнейших публичных компаний мира Forbes Global 2000 за 2022 год L3Harris заняла 445-е место. По объёму продаж продукции военного назначения (на которую приходится 84 % выручки) компания в 2021 году занимала 10-е место в мире.

## Деятельность
Основные производственные мощности находятся в США. На правительство США в 2021 году приходилось 75 % выручки компании, на продажи в другие страны — 22 % выручки.
Подразделения по состоянию на 2021 год:
- Интегрированные системы (Integrated Mission Systems) — производство оборудования для сбора информации, создание телекоммуникационных сетей (в основном для военных ведомств США, Великобритании, Австралии и некоторых других стран); 33 % выручки.
- Аэрокосмические системы (Space & Airborne Systems) — производство оборудования для спутников; 28 % выручки.
- Коммуникационные системы (Communication Systems) — производство коммуникационного оборудования военного и гражданского назначения; 24 % выручки.
- Авиационные системы (Aviation Systems) — производство электроники для военной и гражданской авиации, систем контроля авиационного транспорта, подготовка пилотов; 15 % выручки.